# Fiães (Valpaços)
Fiães is een plaats (freguesia) in de Portugese gemeente Valpaços en telt 146 inwoners (2001).